# Fondazione ente dello spettacolo
Istituita nel 1947, la Fondazione Ente dello Spettacolo promuove la cultura cinematografica in Italia su mandato della Conferenza Episcopale Italiana.
L’hub editoriale della Fondazione è Cinematografo che, attraverso la Rivista del Cinematografo (nata nel 1928, tra le prime pubblicazioni italiane del settore, è la più antica ancora attiva), Cinematografo.it, le iniziative festivaliere, i premi (come il Premio Robert Bresson, i Cinematografo Awards) e la pubblicazione di libri, si propone come spazio di riflessione e mediazione dei significati del racconto per parole e immagini. Critica, formazione, progettazione, comunicazione, organizzazione di eventi, workshop, rassegne e festival: con le sue attività Cinematografo presidia ogni ambito che riguarda il cinema in Italia e all’estero, rappresentando un punto di riferimento autorevole per gli appassionati e per tutti i soggetti che vogliono avvicinarsi al mondo del cinema per approfondimento culturale, crescita personale, sviluppo d’impresa.

## Storia
L’Ente dello Spettacolo nacque nel 1946 dall’unione di tre Centri cattolici: il Centro Cattolico Cinematografico, il Centro Cattolico Radiofonico e il Centro Cattolico Teatrale. Luigi Gedda – già Presidente Generale dell’A.C.I. – assunse la Presidenza dell’Ente avendo al fianco Ugo Sciascia come Segretario Generale. Di fatto l’opera dell’Ente non mirò a federare ma a fondere i tre Centri cosicché questi ultimi potessero costituire la crescita e le funzioni dell’Ente dello Spettacolo, che, del resto, ha sempre fatto del cinema il proprio asse portante.
I Presidenti che si sono succeduti alla guida dell’Ente (da Carlo Canziani ad Albino Galletto, da Claudio Sorgi a Dario Edoardo Viganò, Ivan Maffeis e Davide Milani) hanno contribuito a definirne l’immagine, insieme ai collaboratori che li hanno affiancati, nel compito di coniugare valori morali e passione per il cinema. A fare da trait d’union, nel susseguirsi delle generazioni, delle sensibilità e dei sempre nuovi problemi da affrontare, sono infatti stati l’amore viscerale e fedele per il cinema e la convinzione che esso sia un linguaggio potente per la capacità di raccontare storie, di suscitare emozioni, di parlare agli uomini di tutti i tempi, oltre che un formidabile strumento di apostolato.
Presidenti e collaboratori hanno cercato di definire il perimetro al cui interno mobilitare le forze cattoliche, proteggendone – a volte spostandone – i confini; hanno identificato le battaglie più urgenti da combattere in relazione ai diversi tempi storici (ora in difesa della moralità e della censura, ora per la creazione di strutture di produzione e consumo autonome, ora a sostegno o contro determinati filoni e autori, ecc.) fino a compiere un deciso passo in avanti, soprattutto negli ultimi vent’anni, abolendo le recinzioni difensive e aprendosi a un confronto costruttivo e aperto con l’intero mondo del cinema. È soprattutto in concomitanza con quest’ultimo periodo che l’Ente dello Spettacolo – divenuto Fondazione nel 2006, sotto la Presidenza di Ivan Maffeis – ha ampliato considerevolmente la quantità delle azioni e delle iniziative a servizio del cinema.

## Attività
La Fondazione Ente dello Spettacolo svolge attività di editoria tradizionale e digitale, creazione di eventi culturali, meeting internazionali, seminari, festival e anteprime cinematografiche. La Fondazione promuove la cultura cinematografica anche attraverso appuntamenti di confronto, rassegne e mostre fotografiche.

### Eventi
I Festival promossi dalla Fondazione sono il “Tertio Millennio Film Fest”, e, dal 2020, Lecco Film Fest. Inoltre è presente in maniera attiva e propositiva, come principale partner culturale, alla Mostra del cinema di Venezia.
- Il Tertio Millennio Film Fest è nato su indicazione di Papa Giovanni Paolo II nel 1997 ed è una iniziativa della Fondazione per indagare e proporre al pubblico i temi legati alla spiritualità, luogo di dialogo interreligioso e interculturale tra diverse comunità religiose (cattolica, protestante, ebraica, islamica). Il Festival si svolge a Roma, con un concorso di lungometraggi e uno di cortometraggi; in parallelo, un ricco palinsesto di proiezioni di pellicole provenienti da tutto il mondo, incontri con gli autori, eventi culturali, convegni. Tertio Millennio Film Fest è realizzato con il patrocinio della  Dicastero per la Comunicazione della Santa Sede, del Dicastero per la cultura e l'educazione, dell'Ufficio Nazionale per le Comunicazioni Sociali della CEI. Il Festival ha ricevuto la medaglia del Presidente della Repubblica.
- A luglio 2020, Lecco si prepara a ospitare la prima edizione di “Donne oltre gli schermi. Lecco Film Fest”, un festival di cinema interamente dedicato alle donne e al loro fondamentale contributo nel mondo della produzione cinematografica. Le strade del centro storico di Lecco accoglieranno donne e uomini protagonisti del mondo del cinema – attori, registi, produttori, sceneggiatori, agenti – e professionisti dei settori che ruotano attorno al mondo del cinema (comunicazione, organizzazione, promozione di eventi e produzioni cinematografiche) che insieme costruiranno una riflessione – fatta di incontri e proiezioni - sulla posizione delle professioniste del mondo del cinema.
- Ogni anno, in occasione della Mostra del cinema di Venezia, la Fondazione propone un ricco calendario di eventi, tavoli rotonde sui più diversi temi della cinematografia, attività stampa, importanti trasmissioni radiofoniche (come Hollywood Party di Radio 3) e cerimonie di premiazione. Tra queste ultime l'attribuzione dei premi collaterali della Mostra e la consegna del prestigioso premio "Robert Bresson".

### Editoria
Nel settore dell'editoria tradizionale è editore della Rivista del cinematografo, nata nel 1928.
La Fondazione cura, inoltre, la pubblicazione di saggi e monografie dedicati al cinema e agli audiovisivi, raccolti nelle due collane “Frames” e “Le Torri”. Mentre in “Frames” confluiscono studi di carattere scientifico e saggi di critica cinematografica, nella collana “Le Torri” vengono raccolti piccoli studi monografici, excursus dedicati ai grandi autori della storia del cinema, come Robert Bresson, Luchino Visconti, John Ford, François Truffaut e Charlie Chaplin.
La Fondazione Ente dello Spettacolo è editore anche del Rapporto Cinema, pubblicazione che dal 2009 fornisce un quadro organico del settore cinematografico e audiovisivo, analizzando prospettive e scenari futuri del mondo del cinema in Italia e nelle altre industrie culturali. Il Rapporto si focalizza sullo sviluppo del sistema audiovisivo, con particolare attenzione al prodotto filmico e alla relazione tra arte e industria. Dal 2014 il Rapporto è editato in collaborazione con il MiBACT – Direzione Generale per il Cinema e con l’Istituto Luce Cinecittà.
Nel campo dell'editoria digitale, la fondazione è titolare del sito Cinematografo.it.

### Partnership e progetti speciali
Nel 2016 la Fondazione Ente dello Spettacolo promuove con OVS un contest dal nome “Arts of Italy”, con l'obiettivo di sensibilizzare alla tutela del patrimonio artistico italiano: 89 videomakers hanno raccontato opere, quartieri e intere città, rappresentativi della bellezza della Penisola. I corti vincitori sono stati presentati alla Mostra del Cinema di Venezia e montati insieme in un film diretto da Giorgio Pasotti, testimonial dell'evento.
Nel 2017 la Fondazione ha realizzato per Giardini d’Inverno il contest filmico “Il Futuro di Milano”, progetto promosso da China Investment S.r.l. Con la supervisione di Maria Grazia Cucinotta, il contest chiedeva ai giovani videomakers di raccontare i cambiamenti in atto nella metropoli milanese e di immaginare come avrebbero voluto la città di Milano tra 20 anni. Anche in questo caso la madrina del contest e i vincitori sono stati invitati a presentare il proprio lavoro alla Mostra del Cinema di Venezia.
Sempre nel 2017 la Fondazione Ente dello Spettacolo ha vinto il bando SIAE “Sillumina” dedicato alle periferie urbane. È nato così il progetto “Pro-Fondo Milano. Le voci delle periferie, le storie oltre la crisi”, che ha vissuto due distinti momenti. Il primo: il workshop “Mestieri segreti del cinema” (che ha offerto, gratuitamente, a 100 giovani provenienti da contesti sociali difficili, l’opportunità di apprendere da esperti del settore i primi rudimenti alla base delle professioni del cinema); il secondo: il video-contest “Insieme, fino in Fondo”.
Nel 2018 la Fondazione indice "Digitali e solidali - L'Italia, rete delle buone notizie", un concorso di video per raccontare le storie di solidarietà e di bene possibili grazie alla rete e al digitale. L'iniziativa si proponeva di stimolare i cittadini al racconto collettivo del bene, specie di quello nascosto, invisibile ai media e ai più.
Nel 2019 invece per la prima volta è stato realizzato il contest "Nati nel Tertio Millennio" proposto dalla Fondazione Ente dello Spettacolo per le scuole superiori di tutta Italia grazie al finanziamento del Piano nazionale cinema per la scuola del Miur e MiBACT, volto a sensibilizzare la Generazione Z ai temi promossi dalla XXIV edizione del Tertio Millennio Film Fest, avvicinandoli alla critica non solo come destinatari di attività specifiche, ma soprattutto come protagonisti attivi.

### Mostre e rassegne
Dal 2007 la Fondazione Ente dello Spettacolo si occupa di organizzare mostre fotografiche presentate nei principali festival italiani (Mostra del Cinema di Venezia, Festival del Cinema di Roma), come anche nelle più prestigiose sedi istituzionali e culturali (Camera dei deputati, palazzo reale di Milano, Triennale di Milano, Città del Vaticano, Pontificia Università Lateranense). Di seguito la lista delle mostre organizzate dalla Fondazione:
- 2007 – Mostra fotografica L’attimo neorealista (con catalogo)[8]
- 2010 – Mostra fotografica Preti al cinema. I sacerdoti e l'immaginario cinematografico, in occasione dell’Anno sacerdotale (con catalogo)[9]
- 2012 – Mostra fotografica Famiglia all’italiana, in occasione del VII incontro mondiale delle famiglie (con catalogo)[10]
- 2013 – Mostra fotografica Ritratto di Anna, in ricordo di Anna Magnani a 40 anni dalla morte[11]
- 2014 – Mostra fotografica Ieri, Oggi, Sophia, omaggio per gli 80 anni di Sophia Loren[12]
- 2017 – Mostra fotografica Papi in soggettiva – I pontefici, il cinema, l’immaginario, in occasione della visita del Santo Padre a Monza e Milano (con catalogo)
- 2019 – Mostra fotografica Belle speranze: il cinema italiano e i giovani (1948-2018) con l'Università Cattolica del Sacro Cuore e allestita presso il Mattatoio di Roma - La Pelanda.